# 學位教師教育文憑課程
學位教師教育文憑課程（Postgraduate Diploma in Education，簡稱PGDE）是一種一年全日制或二年兼讀制的學士後深造文憑，專門為已有學士學位而未有受過教師培訓，但有志於加入基礎教育行列的人士所編製的課程。現時全球有不少地區，如澳洲及紐西蘭等，都要求教師在執教以前，必須要有當地的教師培訓資歷才可以任教。
在英國的學位教師教育證書課程是本課程的等同訓練，香港大學的PGDE課程亦曾稱為「學位教師教育證書課程」(Postgraduate Certificate in Education, PGCE)，後來改名PGDE。

## 香港的PGDE課程
提供此類課程的高等院校：
- 香港大學
- 香港中文大學
- 香港教育大學
- 香港浸會大學
- 香港都會大學
- 耀中幼教學院[1]

一般來說，課程都同時提供全日制及兼讀制兩種課程模式，以供在學及在職人士就讀。而按照學生將來希望任教的級別，再細分為“小學課程”、“中學課程”或“幼教課程”。
全日制學位教師教育文憑課程，供已取得非教育學士學位，但未有取得教席的人而設。課程為期一年，共分為兩個學期。每個學期分別於院校就讀6-10星期，然後會被分派到中學、小學或幼稚園實習4-8星期不等。
兼讀制學位教師教育文憑課程，供尚未有師資訓練的教師而設，為期兩年，主要於上課天傍晚及星期六上課。學院導師會到該學員所任教的學校觀課，以評估學員的表現。
修讀英文科全日制教育文憑的學生，需要到英語國家（如英國、美國、加拿大、澳洲、新西蘭等）進行為期6週的沉浸課程，以期提升他們的英語聽講水平。
此外，修讀普通話科全日制教育文憑的學生，也需要到中國大陸進行為期六週的沉浸課程，以期提升他們的普通話聽講水平。
此等課程的學額及收生準則，通常由教育局與上述院校，按教師供求量而決定及分配。而由於近年學生數目預期會下跌，導致上述需求減少。因此，各院校學位教師教育文憑課程收生名額及要求，亦因而分別調整及收緊。

## 紐西蘭的PGDE課程
紐西蘭有多家大專院校都有提供師訓課程，而在奧克蘭市，則只有奧克蘭教育學院提供PGDE課程。由於紐西蘭的小學大多數都由班主任主理班內的所有科目，所以當地的小學教師都要接受主方位，包括語文、數學、技術、藝術及體育等所有科目的培訓。這些老師畢業後並不如香港的老師一樣被限制只能任教小學，而是可以自由任教。由於他們所接受的全方位訓練，不少中學都願意聘請他們任教低年班的學生，以協助他們加快融入中學的生活。

## 澳洲的PGDE課程
澳洲的PGDE是讓沒有讀過四年制教育學士課程，但有志於教育工作，及已持有三年制學士學位的人士就讀。

## 蘇格蘭的PGDE課程
蘇格蘭的PGDE課程是為有志於教育工作的人士提供為期一年的全日制課程。成功完成PGDE課程後，學生可以在蘇格蘭公立學校任教。蘇格蘭每所大學的 PGDE 課程均由蘇格蘭政府及蘇格蘭綜合教學委員會監管 。一年全日制的課程通常包括為期 36 週的培訓，其中 18 週在大學學習理論及實踐，18周用於學校實習，將理論付諸實踐。鴨巴甸大學為有志於教育工作的人士提供小學 及中學的 PGDE 課程。

有志於中學教育工作的人士目前可以在以下領域授予蘇格蘭的教學資格：

- 藝術與設計
- 生物
- 商業教育
- 化學
- 社區語言（烏爾都語）
- 電腦
- 舞蹈*
- 戲劇
- 經濟學*
- 英語
- 蓋爾語
- 地理
- 地質學
- 希臘語*
- 歷史
- 家庭經濟
- 拉丁*
- 數學
- 媒體研究*
- 現代外語（法語、西班牙語、德語、意大利語、普通話和俄語）
- 現代研究
- 音樂
- 哲學*
- 體育
- 物理
- 心理學*
- 宗教教育
- 社會學*
- 科技教育

這些學科專業的課程並不一定每年都會提供的。蘇格蘭資助委員會分析蘇格蘭學校對該學科教師的需求，並決定每個學科的名額數量以滿足需求。高需求的科目每年會有很多名額（例如小學、物理和英語），而低需求的科目相對較少（例如戲劇、現代研究）。由於需求太低，有些科目很少會作為 PGDE 課程開設，例如古典文學和希臘語。

有*的科目在 2015/16 學期沒有獨立作為 PGDE 課程開設，很可能作為雙重資格課程開設（例如歷史與經典）。

提供 PGDE 課程的大學有：

- 鴨巴甸大學
- 鄧迪大學
- 愛丁堡大學
- 格拉斯哥大學
- 高地與群島大學
- 斯特拉斯克萊德大學
- 西蘇格蘭大學